# Membrana de intercambio iónico

Proceso cloroalcalino de membrana. Electrólisis de una solución acuosa de NaCl en productos industrialmente útiles: hidróxido de sodio (NaOH) y cloro gaseoso. Se utiliza una membrana de intercambio iónico

Una membrana de intercambio iónico es una membrana semipermeable que transporta ciertos iones disueltos, mientras bloquea otros iones o moléculas neutras.
Las membranas de intercambio iónico son, por tanto, conductoras de la electricidad. Se utilizan a menudo en aplicaciones de desalinización y recuperación química, moviendo iones de una solución a otra con poco paso de agua.
Ejemplos importantes de membranas de intercambio iónico incluyen las membranas de intercambio de protones, que transportan cationes H+
 y las membranas de intercambio de aniones utilizadas en ciertas celdas de combustible alcalinas para transportar aniones OH−

## Estructura y composición
Una membrana de intercambio iónico generalmente está hecha de un polímero orgánico o inorgánico con grupos laterales cargados (iónicos), como las resinas de intercambio iónico . Las membranas de intercambio de aniones contienen grupos catiónicos fijos con aniones predominantemente móviles; debido a que los aniones son la especie mayoritaria, la mayor parte de la conductividad se debe al transporte de aniones. Lo contrario es válido para las membranas de intercambio catiónico.
Las llamadas membranas heterogéneas de intercambio iónico tienen un coste bajo y una composición más gruesa con mayor resistencia y una superficie rugosa que puede estar sujeta a incrustaciones. Las membranas homogéneas son más caras, pero tienen una composición más fina con menor resistencia y una superficie lisa, menos susceptible al ensuciamiento. Las superficies de las membranas homogéneas pueden modificarse para alterar la permselectividad de la membrana a protones, iones monovalentes e iones divalentes.

## Selectividad
La selectividad de una membrana de intercambio iónico se debe al equilibrio de Donnan y no al bloqueo físico o la exclusión electrostática de especies cargadas específicas.
La selectividad al transporte de iones de cargas opuestas se denomina permselectividad.

## Aplicaciones
Las membranas de intercambio iónico se utilizan tradicionalmente en electrodiálisis o diálisis por difusión mediante un gradiente de potencial eléctrico o de concentración, respectivamente, para transportar selectivamente especies catiónicas y aniónicas. Cuando se aplican en un proceso de desalinización por electrodiálisis, las membranas de intercambio aniónico y catiónico se disponen normalmente en un patrón alterno entre dos electrodos (un ánodo y un cátodo) dentro de la pila de electrodiálisis. Se suministra un potencial galvánico como tensión generada en los electrodos .
Una pila de electrodiálisis industrial típica consta de dos cámaras: una cámara de producto-agua y una cámara de concentrado-rechazo. Durante el funcionamiento de la pila, las sales se transfieren del producto al concentrado. Como resultado, la corriente de rechazo se concentra mientras que la corriente de producto se desala.
Las aplicaciones ejemplares de las membranas de intercambio iónico utilizadas en electrodiálisis y EDR incluyen la desalinización de agua de mar, el tratamiento de aguas residuales industriales de aguas altamente incrustadas, la producción de alimentos y bebidas y otras aguas residuales industriales.